# Подравина
Подравина је регион у Хрватској који се разликује од истоименог географског појма и обухвата уже подручје, тј. подручја која гравитирају градовима Лудбрег, Копривница и Ђурђевац. Западнији вараждински простор назива се „вараждинштина“, а тамошњи становници се регионално не осјећају Подравцима. Источније од Ђурђевца, по прилици од општине Питомача на исток, налази се Славонија која обухвата велики део придравског простора, на којем се становници изјашњавају као Славонци.

## Географија
Подравина обухвата простор између ријеке Драве на сјеверу и побрђа (Билогора) односно сјеверних огранака Калничких планина (Калник) на југу. Подравина као културно-историјски појам настаје у касном средњем вијеку. Старији и данас потпуно потиснути регионални појам идентичан Подравини је био Комарница. До средина 14. века је на простору који данас обухвата појам Подравине постојала Комарничка жупанија која је касније укључена у састав Крижевачке жупаније. Касније је остао појам Комарничког архиђаконата (део простора који је обухватала Загребачка бискупија).

## Историја
Најкасније до почетка 16. века административни и културни појам Комарнице претвара се у појам Подравине. Нпр. студент на универзитету у Бечу, Стјепан из Струге се 1516. декларише као „Podrawiczs“, што указује на почетно стварање културно-историјског појма Подравине и Подраваца, а истим су појмом заправо обухваћени сјеверне односно придравске територије које је обухватала средњовјековна Крижевачка жупанија (тј. некадашње просторе Комарничке жупаније). Источне границе Подравине очуване су хабзбуршко-османским ратовима тј. појам Подравине обухвата данас само она подручја која су остала у саставу Војне крајине (Вараждински генералат), чија је источна граница била идентична средњовјековној граници између Крижевачке и Вировитичке жупаније. Истовремено се простор дијела Крижевачке жупаније (јужно од простора којим тече ријека Драва) (околина града Лудбрег) назива подравским дистриктом. Тиме је на крају средњега и на почетку ранога новог вијека формирана Подравина у данашњем смислу ријечи. Она у 16. веку на крајишком подручју обухвата Копривничку и Ђурђевачку капетанију, а у провинцијалном дијелу подравски дистрикт Крижевачке жупаније. И данас се становници регионално осјећају Подравцима готово искључиво на овим подручјима.
У крајишком дијелу су од 16. века главна средишта били град Копривница и утврђење и уједно трговачко средиште Ђурђевац, а у провинцијалном се као средиште формира Лудбрег. Тиме су још прије више од четири века утемељена три темељна чворно функционална центра Подравине па стога до данас говоримо о Лудбрешкој, Копривничкој и Ђурђевачкој Подравини. Меандрирањем тока ријеке Драве 1710. године Леград као важан трговачки центар прелази физички из Међимурја у Подравину, али Леград се не развија у четврто подравско средиште већ почиње назадовати што је на крају резултовало његовим претварањем из градског у сеоско насеље. У 17. веку је Подравина готово у целини била погранична регија према Османском царству јер је источне просторе (око Вировитице) обухватао Пожешки, а територије сјеверно од ријеке Драве (око Nagykanizse) У крајишком дијелу су од 16. века главна средишта били град Копривнца и Канишки санџак. Потписивањем Карловачког мира 1699. Подравина престаје бити погранична регија, али задржава засебни регионални идентитет у односу на сусједна подручја. Средином 18. века Копривница престаје бити дио Славонске војне крајине (Вараждинског генералата), а на преосталој војнокрајишкој територији се оснива Ђурђевачка пуковнија. Тако се све до распуштања Ђурђевачке пуковније 1871. године задржао двојни културни, привредни и друштвени развој две Подравине – војнокрајишке и цивилне. Након 1871. године Подравина се наставља развијати у јединственом друштвеном и привредном саставу Банске Хрватске. Занимљиво је да регија Подравина од каснога средњега вијека касније више никада није обухватала јединствену политичку или админстративну цјелину већ је „подравски“ регионални идентитет грађен на културно-историјској основи и природно-географској одредници придравске низије тј. простора између ријеке Драве и билогорско-калничких побрђа.